# Зардалы
Зардалы (кирг. Зардалы) — село в Баткенском районе Баткенской области Кыргызстана. Входит в состав Кара-Бакского айылного аймака.

## География
Село расположено в центральной части области, на левом берегу реки Сох, на расстоянии приблизительно 43 километров (по прямой) к юго-юго-востоку от города Баткена, административного центра области и района. Абсолютная высота — 1758 метров над уровнем моря.

## История
Населённый пункт получил статус села 21 апреля 2016 года.

## Население
Согласно оценочным данным Национального статистического комитета Кыргызской Республики, численность населения села на начало 2023 года составляла 256 человек.
| год     | 2020 | 2021 | 2023 |
| ------- | ---- | ---- | ---- |
| человек | 219  | 260  | 256  |